# La clape
Un la-clape est un vin d'appellation d'origine contrôlée (AOC) français, produit en rouge et blanc, dans le massif de la Clape situé dans le département de l'Aude en région Occitanie. 
C'est une AOC à part entière depuis le 9 juin 2015. Elle fait partie des appellations du vignoble du Languedoc-Roussillon.

## Histoire

### Antiquité
Le massif de la Clape fut d'abord une île escarpée. Elle fut nommée Lykia, la Lycie, par les navigateurs phéniciens, puis l'Insula Laci par les Romains, qui la colonisèrent dès la fin du IIe siècle avant notre ère.

### Moyen Âge
L'île d’Ellec, au Moyen Âge, commença à être cernée par les alluvions fluviales de l'Aude, qui comblèrent le bras de mer en formant des étangs. L'île fut reliée au continent au cours du XIVe siècle. À la fin du Moyen Âge, un déboisement intensif permit de dégager des espaces pour planter des vignobles.

### Période moderne
Ce rattachement au continent va provoquer un intense déboisement qui aura pour conséquence, à terme, d'accentuer l'érosion de l'ancienne île en mettant au jour un sol de calcaire fissuré. La toponymie du lieu va changer pour prendre en compte le « tas de cailloux » qui a recouvert l'ex-île. Son nom va devenir "lou clapas" en langue occitane.
La mode des bains de mer a amené le développement progressif de Saint-Pierre-la-Mer dans la commune de Fleury-d'Aude. Henri de Toulouse-Lautrec écrit à sa mère qu'il est régulièrement amené à Saint-Pierre afin de consolider ses jambes à la suite des accidents qu'il a subis en 1878.

### Période contemporaine

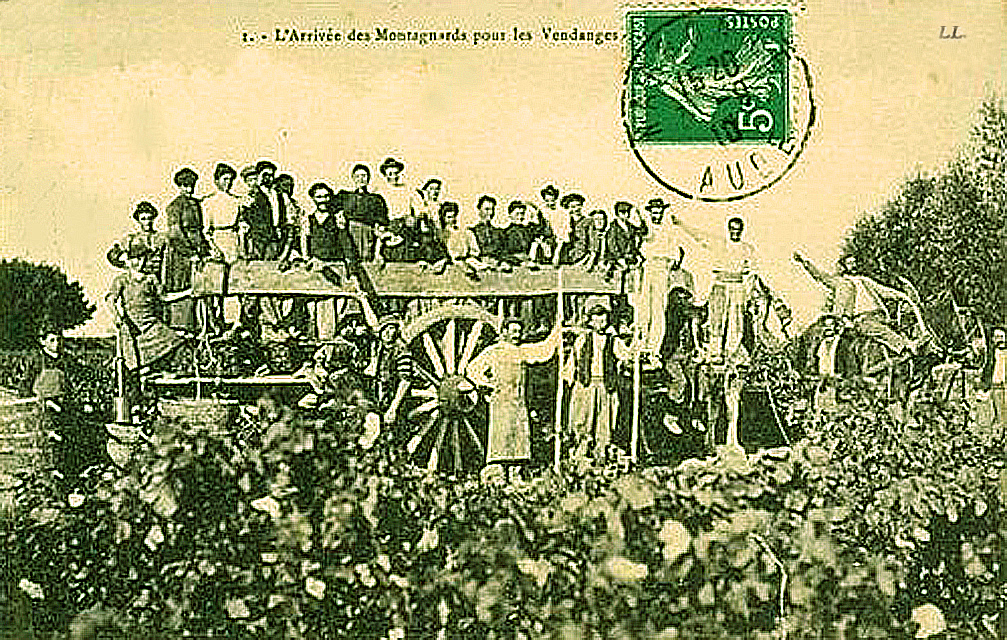
Vendanges en 1910.

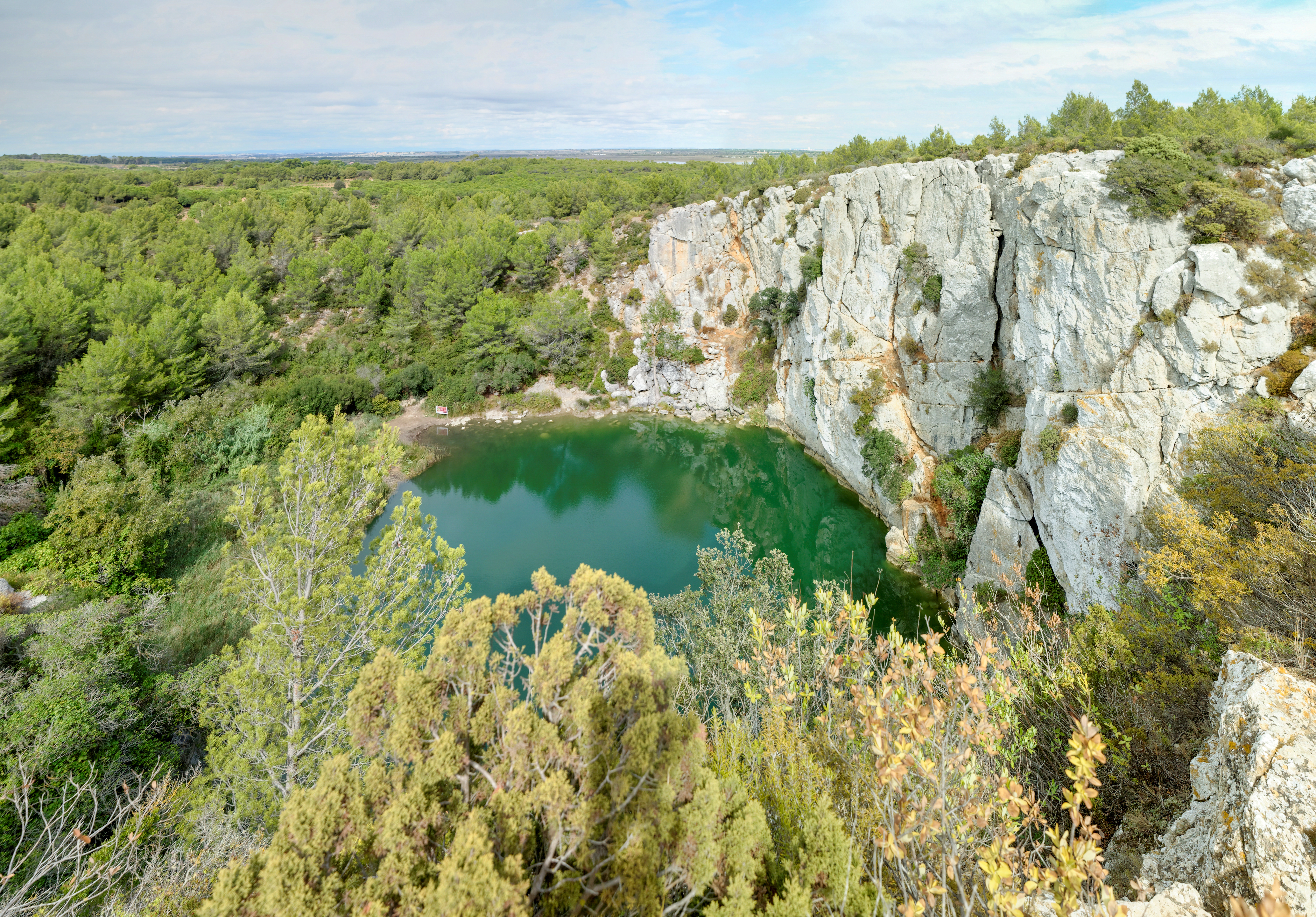
Gouffre de l'Oeil Doux.

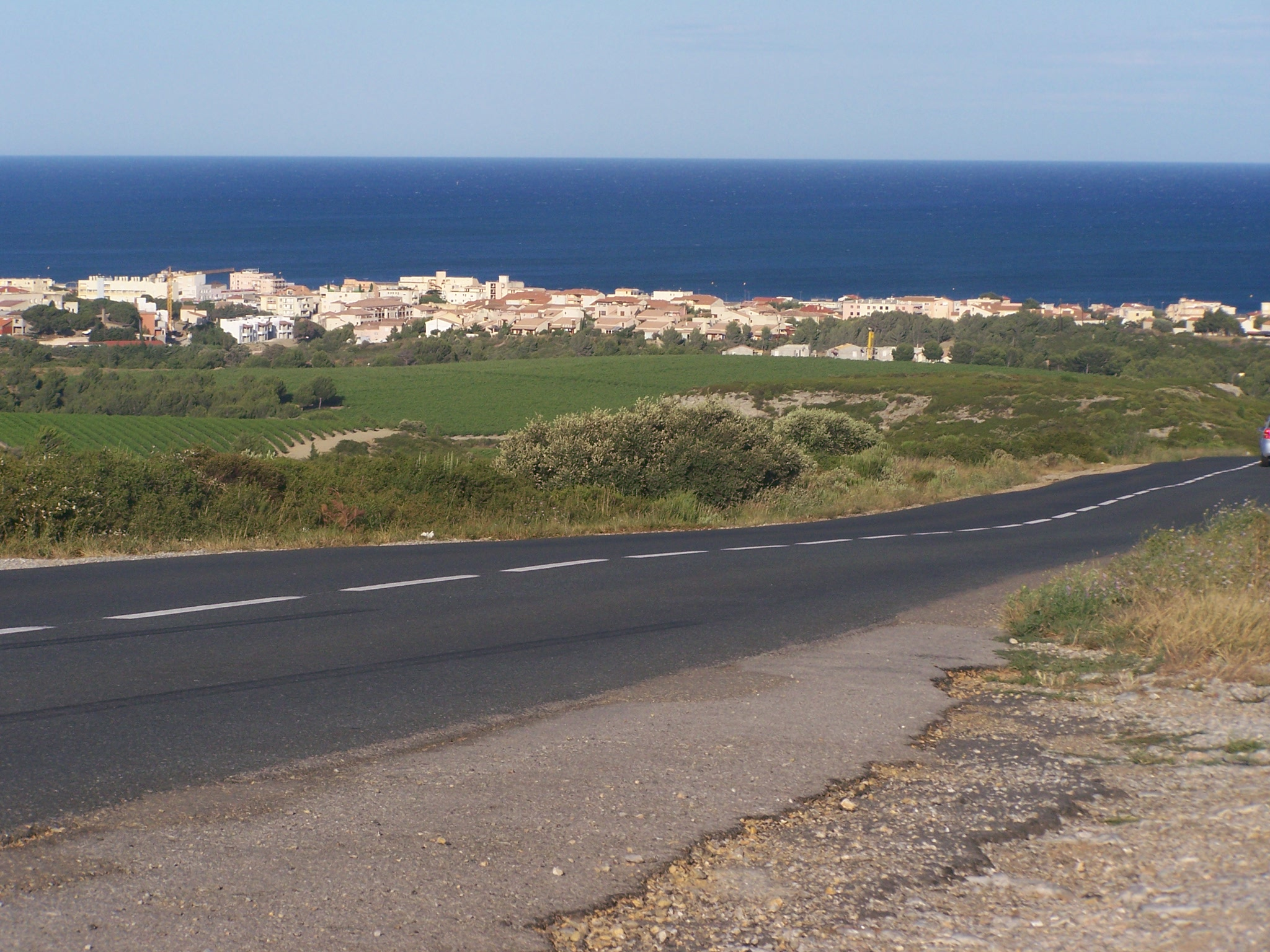
Le vignoble de Narbonne-plage vu du Massif de la Clape.

L'INAO indique que : « La création du « coteaux du Languedoc » remonte à 1960, par la réunion de treize VDQS. L'appellation coteaux-du-languedoc a accédé à l'AOC en 1985. Depuis lors, plusieurs dénominations géographiques, correspondant aux anciens VDQS, dont La Clape, ont pu être rajoutés au nom de l'appellation (languedoc-la-clape). Depuis le 9 juin 2015, la dénomination a accédé à l'AOC à part entière ; son nom est donc désormais la-clape. Le cahier des charges de l’appellation a été modifié en octobre 2024.
Avant 1939, la belle saison voyait se monter un village de baraques sur la plage. Après la Seconde Guerre mondiale, les premiers touristes recommencèrent à fréquenter la plage et les bords de l'Aude. Les années 1950-1960 virent la station se reconstruire et s'agrandir avec, en été, l'affluence quotidienne des villageois de l'intérieur et sur la plage, l'installation sauvage de campeurs avec les baraquiers. Le camping dit « sauvage » supprimé à Saint-Pierre-la-Mer y perdura jusqu'en 1975. Les aménagements touristiques démarrèrent en 1978. En 1963, le « Plan Racine » planifia le bétonnage du golfe du Lion au détriment des milieux naturels et en 2009, les constructions empiètent sur la garrigue du massif de la Clape pourtant protégé. C'est ce tourisme qui permit de donner pourtant un véritable essor à l'AOC la-clape.

## Étymologie
Le massif porte le nom de La Clape qui signifie tas de cailloux en occitan.

## Situation géographique

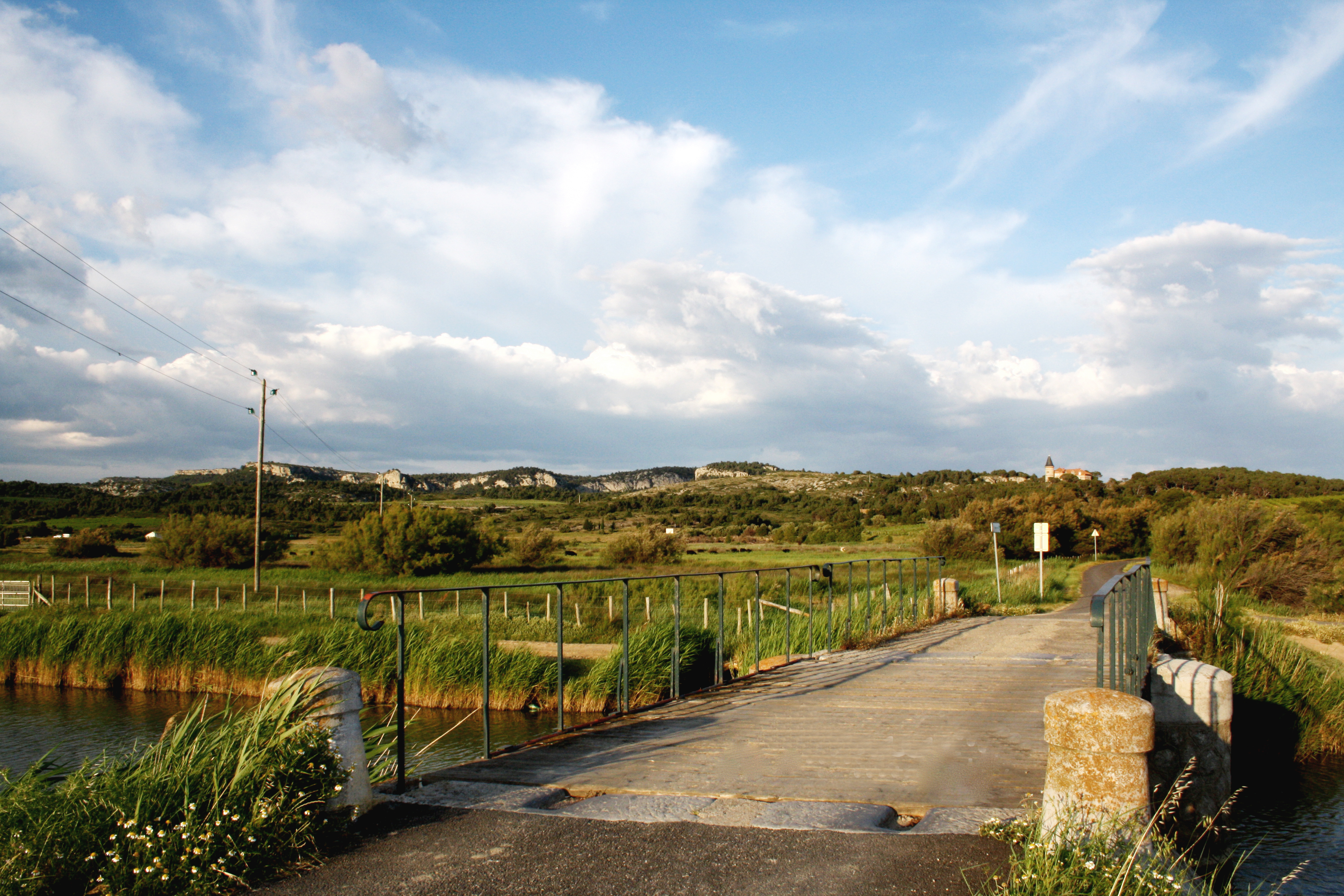
Vignoble de La Clape

### Orographie
Situé dans le département de l'Aude, le massif, qui couvre 15 000 hectares, fut longtemps dénommé insula laci en raison de ses nombreux lacs dont on observe aujourd’hui les reliquats tel le gouffre de l'Œil Doux.

### Géologie
Les roches sont essentiellement des calcaires durs du Crétacé inférieur, présentant les caractéristiques d'un calcaire urgonien. On trouve aussi de l'argile rouge et des cailloutis, des bancs de molasse, et des éboulis sur le piémont des falaises.

### Climat
Le climat de ce terroir viticole est de type méditerranéen. Il se caractérise par des hivers doux, des étés secs, une luminosité importante et des vents assez violents comme la tramontane. Il compte 300 jours d'ensoleillement par an, 133 jours de pluie, 26 jours d'orage en moyenne et 5 jours de neige en moyenne par an. Les températures estivales vont de 15 à 38 degrés et les températures hivernales vont de -8 à 15 degrés.

## Vignoble

### Présentation
Le vignoble couvre 6 communes de l'Aude :Armissan, Fleury, Gruissan, Salles-d'Aude, Vinassan et Narbonne.

### Encépagement
Les cépages rouges, utilisés pour l'élaboration des vins rouges, sont : le grenache noir, le mourvèdre, la syrah, le carignan, et le cinsault. Les principaux cépages blancs, réservés uniquement pour le vin blanc, sont : le bourboulenc, la clairette, le grenache blanc, la marsanne, le picpoul, le vermentino, et la roussanne. Les cépages accessoires en blanc sont : le macabeu, le terret blanc et le viognier.

### Terroir et vins
Aux côtés des rouges de l'appellation, le La Clape blanc a la spécificité d'être issu à 60 % minimum de cépage bourboulenc. 

### Structure des exploitations
La culture de la vigne est la principale activité agricole dans le massif. Production annuelle : 40 360 hl dont 26 282 hl revendiqués en « La Clape ». La plus grande partie, au nord-est et au centre, fait partie de l'AOC La Clape. La commune de Gruissan se partageant entre l'AOC La Clape et l'AOC Corbières. De nombreux domaines viticoles sont implantés dans le massif. Il y a également une station viticole expérimentale de l'INRA.

### Type de vins et gastronomie
« Chaque année lors du troisième dimanche de mai, les vignerons de La Clape organisent les Sentiers Gourmands en Clape Vigneronne, une balade alliant plaisirs gourmands et découverte d'un terroir. Les participants partent pour un parcours de quelques kilomètres en plusieurs étapes gastronomiques au cœur du vignoble. Pour accompagner le repas, les vins AOC La Clape sont proposés par les vignerons. ».